# Puits-la-Vallée
Puits-la-Vallée – miejscowość i gmina we Francji, w regionie Hauts-de-France, w departamencie Oise.
Według danych na rok 1990 gminę zamieszkiwało 150 osób, a gęstość zaludnienia wynosiła 35 osób/km² (wśród 2293 gmin Pikardii Puits-la-Vallée plasuje się na 847. miejscu pod względem liczby ludności, natomiast pod względem powierzchni na miejscu 941.).